# NGC 148
NGC 148 est une galaxie lenticulaire située dans la constellation du Sculpteur. NGC 148 a été découverte par l'astronome britannique John Herschel en 1828.

## Caractéristiques
Sa vitesse par rapport au fond diffus cosmologique est de 1 598 ± 21 km/s, ce qui correspond à une distance de Hubble de 23,6 ± 1,7 Mpc (∼77 millions d'al).
À ce jour, trois mesures non basées sur le décalage vers le rouge (redshift) donnent une distance de 26,233 ± 13,568 Mpc (∼85,6 millions d'al), ce qui est à l'intérieur des valeurs de la distance de Hubble.
NGC 148 présente une large raie HI.

## Groupe de NGC 134
NGC 148 fait partie du groupe de NGC 134 qui comprend les galaxies NGC 115, NGC 131, NGC 134, NGC 148, NGC 150, PGC 2000, IC 1555 et PGC 2044. Les galaxies ESO 410-18 et IC 1554 mentionnées dans l'article d'A.M. Garcia correspondent respectivement à PGC 2044 et à PGC 2000. Selon le professeur Seligman, PGC 2000 n'est pas IC 1554 qui est un objet perdu ou inexistant.

### Paire de galaxies
NGC 148 et PGC 2000 (identifiée à IC 1554 dans l'article de Soares et al.) forment une paire de galaxies.
La distance de Hubble de PGC 2000 est de 21,65 ± 5,54 (∼), ce qui est très semblable à celle de NGC 148 confirmant ainsi qu'il s'agit d'une paire réelle de galaxies.